# Tejbir Bura
Lans-Naik Tejbir Bura – nepalski alpinista.
Jest złotym medalistą igrzysk zimowych w 1924 w alpinizmie. Wraz z Brytyjczykami i Hindusami został nagrodzony za ekspedycję na Mount Everest w 1922 roku.
Jest jedynym nepalskim mistrzem olimpijskim.
Medal otrzymany przez Burę jest przechowywany w Gurkha Museum w Winchesterze.
Bura był członkiem 2 batalionu 6 Gurkha Rifles.